# Storenomorpha comottoi
Storenomorpha comottoi är en spindelart som beskrevs av Simon 1884. Storenomorpha comottoi ingår i släktet Storenomorpha och familjen Zodariidae.
Artens utbredningsområde är Myanmar. Inga underarter finns listade i Catalogue of Life.